# Brani musicali di Phineas e Ferb
In Phineas e Ferb, in quasi tutti gli episodi della serie, vi sono uno o più brani che vengono eseguiti dai personaggi stessi, oppure da voci di campo, che non coinvolgono questi, ma le loro situazioni. Quasi tutti i pezzi, in lingua originale, sono stati scritti dai due creatori della serie Povenmire e Marsh, e proprio questi hanno dichiarato che per scrivere un brano non serve poi così tanto tempo, anzi, ce ne vuole davvero poco.
La sigla d'apertura della serie negli Stati Uniti, cantata dalla band statunitense dei Bowling for Soup, è stata nominata per un Emmy Award nel 2008.Inizialmente, i creatori scrissero una sigla dal ritmo piuttosto lento, per seguire le convenzioni di una "classica canzone Disney". Ma poi, il network si sentì più sicuro nel commissionare una canzone più moderna, con tonalità rock/alternative. In Italia, la sigla ha la stessa base dell'originale, ma con un testo completamente in lingua italiana, cantata da Nicola Gargaglia.
Durante la trasmissione della seconda stagione, è stato trasmesso lo speciale "Phineas e Ferb MusiClip Classifica Show", in cui i telespettatori, avvisati precedentemente con dei promo sull'iniziativa, hanno votato le più divertenti 10 canzoni della prima stagione.
Quella che segue è la lista delle canzoni tratte dalla serie televisiva Phineas e Ferb.

## Lista delle canzoni
Prima stagione 
La prima stagione di Phineas e Ferb è composta da 47 episodi e comprende 69 canzoni.
| Episodio                                          | Titolo originale del brano                 | Titolo italiano del brano             |
| ------------------------------------------------- | ------------------------------------------ | ------------------------------------- |
| Montagne russe                                    | Today Is Gonna Be a Great Day (Theme Song) | (La sigla)                            |
| Occhio alla testa di Candace                      | Candace                                    | Candace                               |
| A tutto gas!                                      | Go Phineas!                                | Vai Phineas!                          |
| La Festa in spiaggia del terrore                  | Backyard Beach                             | Il beach party                        |
| La Festa in spiaggia del terrore                  | If Summer Only Lasted One Day              | Speravo che l'estate durasse di più   |
| La Festa in spiaggia del terrore                  | Perry the Platypus                         | Perry l'ornitorinco                   |
| Vita da cowboy                                    | On The Trail                               | Il cowboy                             |
| Vita da cowboy                                    | In The Mall                                | Nel centro commerciale                |
| Esverno o instate?                                | S'Winter                                   | Ecco l'esverno                        |
| Mia sorella, la mummia                            | My Undead Mummy & Me                       | Il mio amico la mummia                |
| Pop star per un giorno                            | Gitchee, Gitchee, Goo                      | Gitchee Gitchee Goo                   |
| Pop star per un giorno                            | I'm Lindana And I Wanna Have Fun           | Sono qui e voglio fare la Star        |
| Abbasso i bulli                                   | He's A Bully                               | È un bullo                            |
| Chi ha paura del Bigfoot?                         | He's Bigfoot                               | È Bigfoot                             |
| Lotta tra casette                                 | My Goody-Two-Shoes Brother                 | L'odioso saputello                    |
| Viaggio nel tempo                                 | When We Didn't Get Along                   | Senza la nemesi                       |
| Viaggio nel tempo                                 | My Nemesis                                 | Il mio nemico                         |
| Circo casalingo                                   | E.V.I.L.B.O.Y.S.                           | Ragazzi malefici                      |
| Giocattoli per tutti                              | Shimmy Jimmy                               | Shimmy Jimmy                          |
| Giocattoli per tutti                              | Quirky Worky Song                          | Quirky Worky Song                     |
| Giocattoli per tutti                              | Brick                                      | Il mattone                            |
| Uno spavento che male ti fa?                      | Perry The Platypus (Extended Theme Song)   | Perry l'ornitorinco (Sigla integrale) |
| Uno spavento che male ti fa?                      | Who's That Girl                            | Chi è quella ragazza?                 |
| Uno spavento che male ti fa?                      | One Little Scare Ought To Do You Some Good | Uno spavento che male ti fa?          |
| Il torneo medievale                               | The Black Knight Of Worcestershire         | Il Cavaliere Nero                     |
| Phinedroidi e Ferbot                              | Phinedroids and Ferbots                    | Phinedroidi e Ferbot                  |
| Il compleanno della mamma                         | I Love You Mom                             | Cara mammina                          |
| Viaggio al centro di Candace                      | Hemoglobin Highway                         | Emoglobina                            |
| Top model per un minuto                           | Forever Summer                             | È sempre estate                       |
| Un errore di progettazione                        | Busted                                     | È fatta                               |
| Candace la sfascia tutto                          | Truck Drivin' Girl                         | Gran pilota di tir                    |
| La ballata di barbadura                           | The Ballad Of Badbeard                     | La ballata di Barbadura               |
| Ragazzi, rimettiamo insieme la band!              | Danny's Story                              | La storia di Danny                    |
| Ragazzi, rimettiamo insieme la band!              | You're Fabulous!                           | Sei splendido!                        |
| Ragazzi, rimettiamo insieme la band!              | Ain't Got Rhythm                           | Ho perso il ritmo                     |
| Ragazzi, rimettiamo insieme la band!              | Snuck Your Way Right Into My Heart         | Sei solo tu                           |
| In viaggio con la band                            | Ready For the Bettys                       | Restate con le Betty                  |
| Il pescivendolo volante                           | The Flyin' Fishmonger                      | Il pescivendolo volante               |
| Finalmente!                                       | The Good Life is the Life For Me           | Si, la vita è giusta                  |
| Finalmente!                                       | Little Brothers                            | Fratellini                            |
| Finalmente!                                       | Got These Chains on me                     | Sono incatenato                       |
| Finalmente!                                       | Funky Noises In The Bathroom               | Ritmi funky in bagno                  |
| Antichità, che passione!                          | My Chariot                                 | La corsa dei carri                    |
| Beccati!                                          | Leave The Busting To Us!                   | Beccati!                              |
| Beccati!                                          | Gotta make Summer Last                     | Estate, non finire mai!               |
| La manovra della frusta                           | The Ring Of Fun                            | Betty la star                         |
| La miglior giornata del dolce far niente          | Do Nothing Day                             | Giorno del dolce far niente           |
| Il mio ragazzo ha 27.000 anni                     | Sandwich Man Theme Song                    | Sandwich Man                          |
| Viaggio all'interno di Buford                     | The Only Goldfish For Me                   | Torna qui da me                       |
| Minigolf maxi-passione                            | Quirky Worky Song                          | Quirky Worky Song                     |
| Minigolf maxi-passione                            | Disco Miniature Golfing Queen              | La regina del minigolf                |
| Come ornitorinco sembro più grassa?               | Slushy The Clown                           | Slushy Burger                         |
| Come ornitorinco sembro più grassa?               | Perry The Teenage Girl                     | Perry la seminevrotica                |
| Prove schiaccianti                                | That's How The Animals Go                  | La canzone degli animali              |
| Brividi al Bowl-R-rama                            | Pin-bowling Along                          | Gioca a flipper con noi               |
| Il mostro di Phineas-e-Ferbstein                  | Evil-Er                                    | Sono cattivo                          |
| Candace e l'arte                                  | I Must Impress My Professor                | Sorprenderò l'insegnante              |
| Alla fiera della scienza                          | Destroyed Dreams                           | Il prototipo                          |
| Sempre alla fiera della scienza (un'altra storia) | Queen of Mars                              | La regina di Marte                    |
| La notte delle stelle cadenti                     | Let's Take A Rocketship to Space           | Il viaggio nello spazio               |
| La notte delle stelle cadenti                     | Shooting Star Milkshake Bar                | Milkshake Bar                         |
| I giochi "F"                                      | Give Me A F!                               | Dammi una F!                          |
| La cometa di Kermillian                           | Quirky Worky Song                          | Quirky Worky Song                     |
| La cometa di Kermillian                           | Squirrels In My Pants                      | Scoiattoli dentro ai pantaloni        |
| La fabbrica di cartoni animati                    | Pinhead Pierre (Theme Song)                | Pinhead Pierre (Sigla)                |
| Evviva Doofania!                                  | Hail Doofania!                             | È Doofania!                           |

 Seconda stagione 
La seconda stagione di Phineas e Ferb è composta da 66 episodi e comprende 123 canzoni.
| Episodio                           | Titolo originale del brano                            | Titolo italiano del brano                        |
| ---------------------------------- | ----------------------------------------------------- | ------------------------------------------------ |
| Il mostro del lago Naso            | The Mission Song                                      | Comincia la missione                             |
| Il mostro del lago Naso            | Save You, Save Me                                     | Salvo te, salvi me                               |
| Il mostro del lago Naso            | My Wettest Friend                                     | Lui è sempre dietro di me                        |
| Il "Perry Traduttore"              | It's A Perfect Day                                    | Che giorno fantastico!                           |
| Il mitico puntale                  | A-G-L-E-T                                             | Il puntale                                       |
| Una grande sorella                 | Flawless Girl                                         | Ragazza perfetta                                 |
| Un acquario per Goldie             | When Will He Call Me?                                 | Perché non chiami?                               |
| Il giorno della gelatina gigante   | Let's Squirt That Gelatin Monster                     | Distruggiamo insieme quel mostro!                |
| Elementare Stacy!                  | Elementary                                            | Che grande indagine                              |
| Occhi aperti!                      | We're Watching & Waiting                              | L'attesa è snervante                             |
| Una cena davvero speciale          | Evil Love                                             | Il male innamorato                               |
| La Tecno-Mamma                     | Mother Nature Won                                     | La natura vincente delle mamme                   |
| Prigionieri nel cyperspazio        | Let's Go Digital                                      | Digitalizzati                                    |
| Le cronache di Meap                | Quirky Worky Song                                     | Quirky Worky Song                                |
| Le cronache di Meap                | My Ride From Outer Space                              | Ti porto insieme a me                            |
| Le cronache di Meap                | Bango-Ru                                              | Bango-Ru                                         |
| Prova di abilità                   | Couldn't Kick My Way Into Her Heart                   | L'amore della mamma                              |
| Il pellicano di carta              | Peanut Chicken Jingle                                 | È un pollo ma sa solo di noccioline              |
| Il pellicano di carta              | Big Ginormous Airplane                                | Il pellicano di carta                            |
| Facciamo un quiz                   | Let's Take A Quiz                                     | Facciamo un quiz                                 |
| All'autolavaggio                   | The Phin-tastic Ferb-ulous Car Wash                   | Autolavaggio                                     |
| Oh, eccoti qua Perry               | Come Home, Perry                                      | Torna a casa Perry                               |
| Una gita tempestosa                | Carl!                                                 | Carl, l'allievo!                                 |
| Una gita tempestosa                | Quirky Worky Song (Hawaiian theme)                    | Quirky Worky Song (Versione Hawaiana)            |
| Una fantastica Top-ten             | Ready for the Bettys                                  | Restate con le Betty                             |
| Una fantastica Top-ten             | Queen of Mars                                         | La regina di Marte                               |
| Una fantastica Top-ten             | Ain't Got Rhythm                                      | Ho perso il ritmo                                |
| Una fantastica Top-ten             | I Love You Mom                                        | Cara mammina                                     |
| Una fantastica Top-ten             | E.V.I.L. B.O.Y.S.                                     | Ragazzi malefici                                 |
| Una fantastica Top-ten             | Squirrels In My Pants (Extended Version)              | Scoiattoli dentro ai pantaloni (Versione estesa) |
| Una fantastica Top-ten             | Little Brothers                                       | Fratellini                                       |
| Una fantastica Top-ten             | Busted (Extended Version)                             | E' fatta (Versione estesa)                       |
| Una fantastica Top-ten             | Backyard Beach                                        | Il beach party                                   |
| Una fantastica Top-ten             | My Name is Doof                                       | Obbedite a me, Doof                              |
| Una fantastica Top-ten             | Gitchee Gitchee Goo (Extended Version)                | Gitchee Gitchee Goo (Versione estesa)            |
| Viaggio nello spazio-tempo         | Today's Gonna Be a Great Day (feat. Bowling for Soup) | (originale)                                      |
| Viaggio nello spazio-tempo         | It's a Charmed Life!                                  | Che bella vita!                                  |
| Piccolo è bello                    | When You're Small                                     | Quando sei minuscolo                             |
| Operazione Cupido                  | Boat Of Romance                                       | La crociera dell'amore                           |
| Operazione Cupido                  | Summer                                                | Estate                                           |
| Rock and roll!                     | Somebody Give Me A Grade                              | Voglio una A!                                    |
| Chi fa da sé...                    | I'm Me                                                | Non mi sfuggirai                                 |
| Coniglietti? No grazie!            | With My X-Ray Eyes                                    | Occhiali a raggi X                               |
| Coniglietti? No grazie!            | Quirky Worky Song                                     | Quirky Worky Song                                |
| Una giornata al centro benessere   | It's Spa Day                                          | Un giorno alla spa                               |
| Una giornata al centro benessere   | Dr. Coconut                                           | Dottor Noce di Cocco                             |
| Tutti in bolla!                    | Yodel Odel Obey Me                                    | Voi mi yodel odel obbedirete                     |
| Sulle tracce del Maracamandorio    | Fireside Girl Song                                    | Inno Fireside Girl                               |
| Coraggio, Candace                  | Mix and Mingle Machine                                | Nella Gira e Mischia                             |
| Fireside Girl a tutti i costi      | Go, Candace!                                          | Vai, Candace!                                    |
| Il bullo servitore                 | He'll Do Anything For Me                              | Lui fa tutto per me                              |
| Alla ricerca di Mary Macguffin     | Not So Bad A Dad After All                            | Un lato buono in te                              |
| Ingegneria inversa                 | That's wings, you turkey                              | Buongiorno, pollo                                |
| Ingegneria inversa                 | What do it do?                                        | Che cosa fa?                                     |
| Atlantide                          | Atlantis                                              | Atlantide                                        |
| Una foto e via                     | Mexican-Jewish Cultural Festival                      | Festival culturale Messicano-Ebraica             |
| Una foto e via                     | There is No Candy in Me                               | Non ho dolci in me                               |
| Gara di ballo                      | Let's All Dance Until We're Sick                      | Balla fino a star male                           |
| Un robot di mezz'età               | Bubble Gum                                            | La gomma del bullo                               |
| Lezioni di perfidia                | Mobile Mammal                                         | Un ornitorinco sempre in movimento               |
| Un natale anche per Danville       | Christmas is Starting Now                             | Finalmente è Natale                              |
| Un natale anche per Danville       | What Does He Want?                                    | Che gli farai?                                   |
| Un natale anche per Danville       | I Really Don't Hate Christmas                         | Non odio il Natale                               |
| Un natale anche per Danville       | That Christmas Feeling                                | Addobbiamo Danville                              |
| Un natale anche per Danville       | We Wish You a Merry Christmas                         | Auguri di Buon Natale                            |
| Un natale anche per Danville       | Where Did We Go Wrong?                                | Perché ci credi cattivi?                         |
| Un natale anche per Danville       | Danville For Niceness                                 | Caro Babbo                                       |
| Un natale anche per Danville       | Christmas is Starting Now                             | Natale inizia adesso                             |
| Un natale anche per Danville       | Thank you, Santa Clause                               | Sei il nostro eroe                               |
| L'agente Carl                      | Carl, the Intern                                      | Carl in missione                                 |
| L'agente Carl                      | When You Levitate                                     | Senza gravità                                    |
| Il giorno dell'unificazione        | Tri-State Area Unification Day                        | Un giorno unico da non scordare mai              |
| Oltre la materia                   | Just Passing Through                                  | Lo scambio molecolare                            |
| Il grande giorno di Candace        | Wedding Adventure                                     | Che avventura!                                   |
| Ferb è un alieno                   | You're Not Ferb                                       | Tu non sei Ferb                                  |
| Non è un gioco per bambini         | Ain't No Kiddie Ride                                  | Non ti sbaglierai                                |
| Divertiti Candace                  | The Yellow Sidewalk                                   | Il percorso color oro                            |
| Divertiti Candace                  | I wish I was cool                                     | Voglio essere un duro                            |
| Divertiti Candace                  | Tree-Related Wish                                     | Il desiderio di un albero                        |
| Divertiti Candace                  | I Want Nothing                                        | Non voglio niente                                |
| Divertiti Candace                  | The Guards' Wishes                                    | Il desiderio dei guardiani                       |
| Divertiti Candace                  | My Red Rubber Boots                                   | Gli stivali rossi                                |
| Divertiti Candace                  | Rusted                                                | Sei vecchio                                      |
| Phineas e Ferb supereroi           | Yippy Ki Yi Yay!                                      | Yippy ki yi yay!                                 |
| Phineas e Ferb supereroi           | The Beak                                              | Super Becco                                      |
| Niente Phineas e Ferb              | Space Adventure                                       | Avventure spaziali                               |
| Le Acchiappa-Phineas e Ferb        | You Got to Bust Your Brothers                         | L'allenamento                                    |
| Il ragazzo che sussurrava ai sauri | Egyptian Guitar Solo                                  | Assolo di chitarra egiziano                      |
| Il rodeo dei robot                 | Robot Rodeo                                           | Il rodeo dei robot                               |
| Il rodeo dei robot                 | Izzy's Got the Frizzies                               | Izzy ha i capelli crespi                         |
| Il segreto del successo            | All Terrain Vehicle                                   | Il veicolo multiterreno                          |
| Il segreto del successo            | Give Me Your Money Today                              | Dammi i tuoi soldi                               |
| Tutta colpa della Luna             | Floor After Floor                                     | Piano per piano                                  |
| Candace, sindaco di Danville       | Never Gonna be an Ordinary Day                        | Oggi c'è chi pensa a me                          |
| Il chiosco della limonata          | A Better Best Friend                                  | Senza amica                                      |
| Phineas e Ferb - Aloha             | A-Prime Calypso                                       | Gli acqua primati                                |
| Phineas e Ferb - Aloha             | Bad Luck                                              | Quanta sfortuna                                  |
| Questo sì che è un labirinto       | Not Knowing Where You're Going                        | Che spasso non sapere dove andare                |
| Una passato da star                | I'm Lindana and I Wanna Have Fun!                     | Sono qui e voglio fare la star                   |
| Una passato da star                | Alien Heart                                           | Ragazza cosmica                                  |
| Fanta guerra tra fans              | Doof 'N' Puss Theme Song                              | Doof and Perr                                    |
| Fanta guerra tra fans              | Ducky Momo is My Friend                               | Non so stare senza te                            |
| Fanta guerra tra fans              | Our Movie's Better Than Yours                         | Noi siamo più bravi di voi                       |
| Fanta guerra tra fans              | Ducky Momo Theme Song                                 | Ducky Momo                                       |
| Doppia personalità                 | Me, Myself and I                                      | Io, me stessa e me                               |
| Doppia personalità                 | My Jeremy                                             | Io e Jeremy                                      |
| Robo-Perry                         | There's a Platypus Controlling Me                     | L'ornitorinco mi fa muovere                      |
| Principessa per un giorno          | Do Nothing Day                                        | Giorno del dolce far niente                      |
| Questa non è una festa             | Breath                                                | Ad ogni mia convinzione                          |
| Questa non è una festa             | Candace Party                                         | Festa di Candace                                 |
| Un'estate straordinaria            | I Believe We Can (feat. Clay Aiken e Chaka Khan)      | (originale)                                      |
| Un'estate straordinaria            | J-Pop (Welcome to Tokyo)                              | Benvenuti a Tokyo                                |
| Un'estate straordinaria            | Rubber Bands, Rubber Balls                            | Il segreto della densità                         |
| Un'estate straordinaria            | Bouncin' Around the World                             | Rimbalziamo per il mondo                         |
| Un'estate straordinaria            | City of Love                                          | Nella città dell'amore                           |
| Un'estate straordinaria            | Summer Belongs to You                                 | L'estate dà di più                               |
| Un'estate straordinaria            | Follow the Sun                                        | Segui il sole                                    |
| Montagne russe: Il musical!        | Hey Ferb                                              | Ehi, Ferb                                        |
| Montagne russe: Il musical!        | You're Going Down                                     | Vorrà punirvi                                    |
| Montagne russe: Il musical!        | What'cha Doin?                                        | Cosa fate?                                       |
| Montagne russe: Il musical!        | My Whole World Is This Screen                         | Il mio mondo su uno schermo                      |
| Montagne russe: Il musical!        | Mom Look                                              | Perché                                           |
| Montagne russe: Il musical!        | Aren't You a Little Young?                            | Non sei un po' troppo giovane?                   |
| Montagne russe: Il musical!        | Back in Gimmelstump                                   | Lì a Gimmelstump                                 |
| Montagne russe: Il musical!        | Rollercoaster                                         | Montagne russe                                   |
| Montagne russe: Il musical!        | Carpe Diem                                            | Cogli l'attimo                                   |

 Terza stagione 
La terza stagione di Phineas e Ferb è composta da 61 episodi ed 81 canzoni.
| Episodio                                        | Titolo originale del brano                     | Titolo italiano del brano                |
| ----------------------------------------------- | ---------------------------------------------- | ---------------------------------------- |
| Corri, Candace, corri!                          | Run, Candace, Run                              | Vai Candace Vai                          |
| Non mollare, Candace!                           | Give Up                                        | Io mollerò                               |
| Quello che mi piace di te                       | Set the Record Straight                        | Quel che amo di più è...                 |
| Inseparabili                                    | Just the Two of Us                             | Indivisibili                             |
| Capitano Candace!                               | The Shark of Danville Harbor                   | La storia dello squalo                   |
| Il gelato lunare                                | Lunar Taste Sensation                          | Il gelato lunare                         |
| Il supercomputer                                | Buildin' a Supercomputer                       | Costruiamo un supercomputer              |
| Lo scambio dei monotremi                        | Livin' in a Funhouse                           | La casa dei divertimenti                 |
| Un telefono da urlo                             | Dance, Baby!                                   | Muoviti                                  |
| Che volo magico, papà                           | Aerial Area Rug                                | Il tappeto volante                       |
| Una giornata con una brutta piega               | Shot in the Butt with a Dart                   | Una freccia nel popò                     |
| Polpettone a sorpresa                           | Meatloaf                                       | Il polpettone                            |
| Rocce e dintorni                                | Zubada                                         | Zubada                                   |
| La dinastia Doof                                | The Way of the Platypus                        | La strada del guerriero                  |
| Che vi prende, ragazzi?                         | With These Blueprints                          | Con questi progetti                      |
| Che vi prende, ragazzi?                         | Snacks                                         | Una merenda di qualità                   |
| Un vero ragazzo                                 | A Real Boy                                     | Vuol essere un vero ragazzo              |
| Camionisti e dintorni                           | Home on the Road                               | La casa che casa non è                   |
| Tira il dado e vai                              | Skiddley Whiffers                              | Tira il dado!                            |
| Non mollare, Baljeet!                           | Bust is in the Bag                             | Sto per prendervi                        |
| Non mollare, Baljeet!                           | Tour de Ferb                                   | Il Tour de Ferb                          |
| La maledizione dell'Emù                         | How to Be a Lady                               | La classe non è acqua                    |
| La maledizione dell'Emù                         | Football X-7                                   | Calcio X-7                               |
| La maledizione dell'Emù                         | Nostrils on the Bus                            | Ecco le Narici!                          |
| Perry L'attornitorinco                          | Half a Day                                     | Un po' di tempo con te                   |
| Bersaglio centrato!                             | We're Evil                                     | Mostri di crudeltà                       |
| Il brivido di Halloween                         | Were-Cow on the Rampage                        | Mucca mannara                            |
| Il brivido di Halloween                         | Were-Cow on the Run                            | Mucca mannara                            |
| La maledizione di Candace                       | Lonely Vampire                                 | Candace, la vampira                      |
| Fuga da torre Phineas                           | Breaking Out                                   | Evaderò                                  |
| Quel che resta di Perry                         | Cheesetopia                                    | Formaggiopoli                            |
| Quel che resta di Perry                         | Perry's Hat                                    | Il cappello                              |
| Diciamolo in altro modo!                        | Ferb Latin                                     | Il latino ferbico                        |
| Una montagna di Latke                           | Frenemies                                      | Amici nemici                             |
| Un Natale in famiglia di Phineas e Ferb!        | Let It Snow, Let it Snow, Let it Snow          | (originale)                              |
| Un Natale in famiglia di Phineas e Ferb!        | Good King Wenceslas                            | Il Re Wenceslas                          |
| Un Natale in famiglia di Phineas e Ferb!        | We Wish You A Merry Christmas                  | Auguri di Buon Natale                    |
| Urca! Che cocco!                                | Subterranean Crocodile Apprehension Expedition | A Caccia Del Coccodrillo                 |
| Ferb TV                                         | That's the Norm                                | Lui è Norm                               |
| Ferb TV                                         | Ducky Momo Theme Song                          | Ducky Momo                               |
| Il Perrytronic 3000                             | Perrytronic                                    | Perrytronic                              |
| Un acrobata per la giustizia                    | S'Fall                                         | Estunno                                  |
| Excaliferb                                      | A Questing We Will Go                          | La nostra ricerca                        |
| Excaliferb                                      | Epic Monster Battle                            | Battaglia epica                          |
| La macchina della mente                         | Going Deep into Your Mind                      | Nel tuo subconscio                       |
| Formicaius Maximus                              | Livin' in an Ant Society                       | Formiche                                 |
| Agente Doof                                     | Great to be a Baby                             | Quanto è bello essere un lattante        |
| Phineas e Ferb e il tempio di Kestafendo        | Don't Look Down                                | Segui Il tuo istinto                     |
| Phineas e Ferb e il tempio di Kestafendo        | Perry in a Fez                                 | Perry col fez                            |
| Un ragazzo formidabile                          | Ballads of Paul                                | La ballata di Paul                       |
| Saltiamo                                        | Lies                                           | Bugie                                    |
| Il giorno più silenzioso                        | I'm Handsome                                   | Sono il più bello                        |
| Quel bullo ha un cuore                          | Hole in My Heart                               | Lontani dal cuore                        |
| Emergenza Doonkleberry                          | Drusselstein Driving Test Waltz                | L'esame di guida                         |
| Il segreto di Buford                            | Runnin' from Love                              | Orso in fuga                             |
| La sorpresa del sonnambulo                      | Jetpack Volleyball                             | Pallavolo con zaini a razzo              |
| Pizza fantascientifica                          | Non-Reaction                                   | Non reagire                              |
| Pizza fantascientifica                          | Monogram's Theater Song                        | Canzone del burattino di Monogram        |
| Meap a Seattle                                  | He's Mitch                                     | Mitch il Grande                          |
| Meap a Seattle                                  | To War                                         | Che guerra sia                           |
| Il mamma-attrattore                             | We Are the Moms                                | La mamma è                               |
| Cranius Maximus                                 | Big Brain                                      | Il cervellone                            |
| Un caffè col nemico                             | Won't Keep Us Apart                            | Niente ci separerà                       |
| Il segreto dei tre stati: La scarpa dei segreti | Danville Swap Meet                             | Il raduno per il baratto                 |
| Dottor ornitorinco                              | Platypus Fight                                 | La battaglia degli ornitorinchi          |
| Norm: un'arma quasi umana                       | Weaponry                                       | Armati!                                  |
| Quando i mondi entrano in collisione            | Whalemingo                                     | Balencottero                             |
| Quando i mondi entrano in collisione            | Double Dutch Song                              | Double Dutch                             |
| Sulla strada per Danville                       | Heck of a Day                                  | Una brutta giornata per noi              |
| Dov'è Perry?                                    | Savannah                                       | La savana                                |
| Dov'è Perry?                                    | Evil for Extra Credit                          | Malvagio per vocazione                   |
| Dov'è Perry?                                    | Highly Unconventional Vehicle                  | Un mezzo di trasporto poco convenzionale |
| Dov'è Perry?                                    | Livin' With Monkeys                            | Vivo in mezzo alle scimmie               |
| Blackout                                        | What is This Thing?                            | Che cos'è?                               |
| Che cosa mi sono perso?                         | Be A Squirrel                                  | Credi in te!                             |
| Questo è il tuo passato!                        | Couldn't Kick My Way Into Her Heart            | L'Amore della mamma                      |
| Questo è il tuo passato!                        | Not So Bad A Dad                               | Un lato buono in te                      |
| Questo è il tuo passato!                        | My Nemesis                                     | Senza la nemesi                          |

 Quarta stagione 
La quarta stagione di Phineas e Ferb è composta da 48 episodi ed 84 canzoni.
| Episodio                          | Titolo originale del brano                         | Titolo italiano del brano                      |
| --------------------------------- | -------------------------------------------------- | ---------------------------------------------- |
| La mosca sul muro                 | Summer (Where Do We Begin?)                        | L'estate è questo sai per me                   |
| La mosca sul muro                 | Fly On the Wall                                    | Vedi tutto ciò che vuoi!                       |
| Una macchina per Candace          | My Cruisin' Sweet Ride                             | L'auto con una marcia in più                   |
| Acrobazie sul ghiaccio            | Hockey Z-9                                         | Hockey Z-9                                     |
| Felice anno nuovo!                | It's a New Year                                    | Felice anno nuovo                              |
| Buford accetta la sfida           | Van Stomm's Rule One                               | Le leggi dei Van-Stomm                         |
| Buford accetta la sfida           | If We Don't Succeed                                | Se non ce la fa                                |
| Materiale da riciclo              | Backyard Hodge Podge                               | Ricicliamo tutto                               |
| L'orco acchiappa bimbi            | Der Kinderlumper                                   | L'orco acchiappa bimbi                         |
| Solo dessert                      | Rock Climbing Wall                                 | Finché non cadi giù                            |
| La giornata delle api             | Bee Song                                           | La festa delle api                             |
| Storia delle api                  | Waggle Dance                                       | Scuotiti                                       |
| Depistati                         | Handcar                                            | In questo viaggio                              |
| Depistati                         | Greenland National Anthem                          | Inno della Groenlandia                         |
| Depistati                         | Helicopter Fight                                   | L'elicombattimento                             |
| Il nodo Gordiano                  | Un-Untyable Knot                                   | Riusciremo a slegarlo o no                     |
| Scambio di cervelli               | Square Dance                                       | Quadriglia                                     |
| Scambio di cervelli               | Shake Your Body                                    |                                                |
| Perry terapia                     | Improbably Knot                                    | Il generatore di probabilità infinite          |
| Perry terapia                     | Buford is in Trouble                               | Buford guarda la realtà                        |
| Il Candace-cabra                  | Chupacabra Ho                                      | Chupacabra Ho                                  |
| Buon compleanno Isabella          | Isabella's Birthday Song                           | Soli io e te                                   |
| Grandi bolle d'acqua              | Extraordinary                                      | Straordinaria                                  |
| Dov'è Pinky?                      | The History of the Tri-State Area                  | Storia dell'Area dei Tre Stati                 |
| Phineas e Ferb: Missione Marvel   | Surfin' Asteroids                                  | Sinusoidi in mezzo agli asteroidi              |
| Phineas e Ferb: Missione Marvel   | These Are My Streets                               | Vattene via                                    |
| Phineas e Ferb: Missione Marvel   | My Evil Buddies and Me                             | Che grandi amici che ho                        |
| Phineas e Ferb: Missione Marvel   | Only Trying to Help                                | Io lo faccio per te                            |
| Phineas e Ferb: Missione Marvel   | Feelin' Super                                      | Sono super                                     |
| Phineas e Ferb: Missione Marvel   | Feeling Froggy                                     | Oggi al tappeto vai tu                         |
| Grazie, ma no grazie!             | Pyramid Sports                                     | Sport a piramide                               |
| La storia di Troia                | Troy Song                                          | Canzone di Troia                               |
| Amore al primo byte               | Interface                                          | Interfacciamoci                                |
| Accadde nel Drusselstein          | The Dance of Contrition                            | Danza di contrizione                           |
| Gli scherzi della paura           | The Scrapbook Song                                 | L'album dei ricordi                            |
| Questione di fortuna              | Dancing in the Sunshine                            | Ballo sotto il sole                            |
| Regolamento dei resi              | Extremely Extreme                                  | Estremo                                        |
| La tempesta imperfetta            | Du Bois Landscape Artists Jingle                   | Artisti Du Bois                                |
| La tempesta imperfetta            | Straight-up Bust                                   | Sono stata vendicata                           |
| Danville 1903                     | Brave New World                                    | Basta con l'antichità                          |
| Operazione picnic                 | Pic-a-nic Bust                                     | Il becca picnic                                |
| Operazione picnic                 | Ducky Momo (Rock version)                          | Ducky Momo (Versione rock)                     |
| Terrificante trilogia del terrore | No Momo                                            | Oh, no! È Momo                                 |
| Terrificante trilogia del terrore | Rusty's Song                                       | Accompagnamento musicale smacchia-ornitorinchi |
| Appuntamento in maschera          | Phineas and Ferb Remix                             | Phineas e Ferb Remix                           |
| Appuntamento in maschera          | Haunted By You                                     | La regina e la primula                         |
| Affronta la tua paura             | Foamtown                                           | Gommapiumatown                                 |
| Affronta la tua paura             | Irish Rover                                        | Il rover irlandese                             |
| L'ultimatum del Klimpaloon        | Trees are made of wood                             | Non ne posso più                               |
| L'ultimatum del Klimpaloon        | Old is the new new                                 | Il futuro è nel passato                        |
| L'ultimatum del Klimpaloon        | The ballad of Klimpaloon                           | La ballata di Klimpaloon                       |
| In classe con papà                | Doof 101                                           | Doof 101                                       |
| La festa del papà                 | Fletcher Family Flying Circus                      | La famiglia Fletcher sul biplano               |
| Fermate la postina!               | I Need My Letter Back                              | Mi dia la lettera                              |
| La finta Candace                  | Cool!                                              | Forte!                                         |
| Storie della Resistenza           | Sports, sports                                     | Lo sport                                       |
| Storie della Resistenza           | Pretend to be divorced                             | La nostra messinscena                          |
| Il ritorno del coniglio canaglia  | Giant Marionette                                   | Marionetta gigante                             |
| Vivi e lascia guidare             | Doof's Evil Hideout Vacation Swap                  | Il malefico nascondiglio                       |
| Sperduti a Danville               | Talk to Him                                        | Parlagli                                       |
| Il metodo inator                  | The Inator Method                                  | Il metodo inator                               |
| Comportarsi da adulti             | Midlife Crisis Song                                | La crisi di mezza età                          |
| Comportarsi da adulti             | What Might Have Been                               | E' tardi ormai                                 |
| Phineas e Ferb: Salviamo l'estate | Summer All Over the World                          | Evviva l'estate                                |
| Phineas e Ferb: Salviamo l'estate | Diddly Diddly-Doo                                  | Diddly diddly-doo                              |
| Phineas e Ferb: Salviamo l'estate | OWCA's Going Down                                  | Ecco il nostro addio                           |
| Phineas e Ferb: Salviamo l'estate | Malaria                                            | Malaria                                        |
| La notte dei farmacisti viventi   | Jump Right to It                                   | Apri il cuore                                  |
| La notte dei farmacisti viventi   | An Army of Me                                      | Un mare di me                                  |
| La notte dei farmacisti viventi   | Triangulation                                      | L'ha calcolato                                 |
| La notte dei farmacisti viventi   | Lots of Me Remix                                   | Tanti me Remix                                 |
| Phineas e Ferb: Star Wars         | Tatooine                                           | Amiamo Tatooine                                |
| Phineas e Ferb: Star Wars         | In the Empire                                      | Nell'impero                                    |
| Phineas e Ferb: Star Wars         | So Low                                             | Un giorno solo                                 |
| Phineas e Ferb: Star Wars         | Sith-inator                                        | Il Sith-inator                                 |
| Phineas e Ferb: Star Wars         | Rebel, Let's Go!                                   | Ribelle, dai, andiamo!                         |
| Ultimo giorno d'estate            | Serious fun                                        | Un ultimo giorno d'estate                      |
| Ultimo giorno d'estate            | There's no one I'd rather go nowhere with than you | Qualunque cosa faccia con voi                  |
| Ultimo giorno d'estate            | Tomorrow is this morning again                     | La mia occasione ritornerà                     |
| Ultimo giorno d'estate            | Gotta get back in time                             | Ritorniamo indietro nel tempo                  |
| Ultimo giorno d'estate            | Thank you for coming along                         | Grazie perché siete rimasti con noi            |
| Nuovi agenti animali              | O.W.C.A. Files                                     | O.S.B.A. Files                                 |
| Nuovi agenti animali              | They don't want me                                 | Resto a guardare da qui                        |
| Nuovi agenti animali              | Teamwork                                           | Un gran bel team                               |

Quinta stagione
| Episodio                   | Titolo originale del brano               | Titolo italiano del brano  |
| -------------------------- | ---------------------------------------- | -------------------------- |
| Festa di inizio estate     | Summer is Starting Right Now             | L'estate inizia ora        |
| Una mamma tra le nuvole    | The Song of the Summer                   | La hit dell'estate         |
| Sottomarino-panino         | Submarine Sandwich Submarine             | Il panino-sottomarino      |
| L'esame per la patente     | License to Bust                          | Patente da conquistare     |
| Un'altra giornata bollente | All Downhill From Here                   | Lo slittino                |
| Analizzando Doofenshmirtz  | No One Understands Me                    | Sono un incompreso         |
| Analizzando Doofenshmirtz  | Disco Sphere                             | La disco-sfera             |
| Il Signor Zootropio        | Tropey McTropeFace (feat. Michael Bublé) | Signor Zootropio           |
| Piante all'attacco         | I'm Reading                              | Io leggo                   |
| Piante all'attacco         | I'm Eating                               | Io mangio                  |
| La giornata del microchip  | Pet Wash                                 | Pet Wash                   |
| Non solo uno stagista      | Carl (More than an intern)               | Carl (Più di uno stagista) |
|                            |                                          |                            |

 Film 
| Film                                                       | Titolo originale del brano       | Titolo italiano del brano           |
| ---------------------------------------------------------- | -------------------------------- | ----------------------------------- |
| Phineas e Ferb: Il film - Nella seconda dimensione (2011)  | Everything's Better with Perry   | Tutto è più bello con Perry         |
| Phineas e Ferb: Il film - Nella seconda dimensione (2011)  | Brand New Best Friend            | L'amico giusto per me               |
| Phineas e Ferb: Il film - Nella seconda dimensione (2011)  | Summer (Where Do We Begin?)      | L'estate è questo sai per me        |
| Phineas e Ferb: Il film - Nella seconda dimensione (2011)  | I Walk Away                      | Io vado via                         |
| Phineas e Ferb: Il film - Nella seconda dimensione (2011)  | Brand New Reality                | La nostra nuova realtà              |
| Phineas e Ferb: Il film - Nella seconda dimensione (2011)  | Robot Riot                       | Guerra ai robot                     |
| Phineas e Ferb: Il film - Nella seconda dimensione (2011)  | Takin' Care of Things            | Io e mio fratello                   |
| Phineas e Ferb: Il film - Nella seconda dimensione (2011)  | Kick It Up a Notch (feat. Slash) | Cambia la realtà                    |
| Phineas e Ferb: Il film - Candace contro l'Universo (2020) | Such a Beautiful Day             | Che gran bel giorno, per me!        |
| Phineas e Ferb: Il film - Candace contro l'Universo (2020) | The Universe is Against Me       | Ce l'ha con me, l'universo          |
| Phineas e Ferb: Il film - Candace contro l'Universo (2020) | Space Adventure                  | Avventure spaziali                  |
| Phineas e Ferb: Il film - Candace contro l'Universo (2020) | Chop Away at my Heart            | Fai a pezzi il mio cuore            |
| Phineas e Ferb: Il film - Candace contro l'Universo (2020) | Unsung Hero                      | L'eroe di cui nessuno canta le lodi |
| Phineas e Ferb: Il film - Candace contro l'Universo (2020) | Meet Our Leader                  | Stai per incontrarla                |
| Phineas e Ferb: Il film - Candace contro l'Universo (2020) | You are the Chosen One           | Sei la prescelta                    |
| Phineas e Ferb: Il film - Candace contro l'Universo (2020) | Girls Day Out                    | La giornata tra donne               |
| Phineas e Ferb: Il film - Candace contro l'Universo (2020) | Adulting                         | L'adultanza                         |
| Phineas e Ferb: Il film - Candace contro l'Universo (2020) | This is our Battle Song          | La strategia svelata                |
| Phineas e Ferb: Il film - Candace contro l'Universo (2020) | Us Against the Universe          | La squadra indivisibile             |
| Phineas e Ferb: Il film - Candace contro l'Universo (2020) | Silhouettes                      | Sagome                              |
| Phineas e Ferb: Il film - Candace contro l'Universo (2020) | We're Back                       | Siamo tornati                       |

## Colonna Sonora
La Walt Disney Records e Hollywood Records hanno pubblicato la colonna sonora di Phineas e Ferb, contenente 26 canzoni originali dalla serie, il 22 settembre 2009.